# Sainte-Mère-Église
Sainte-Mère-Église là một xã trong tỉnh Manche, thuộc vùng hành chính Normandie của nước Pháp, có dân số là 1585 người (thời điểm 1999), nằm cạnh bờ biển Normandie

## Nhân khẩu học
| 1962  | 1968  | 1975  | 1982  | 1990  | 1999  |
| ----- | ----- | ----- | ----- | ----- | ----- |
| 1 221 | 1 326 | 1 427 | 1 481 | 1 556 | 1 585 |